# Une famille dans la tempête
Pour les articles homonymes, voir La Tempête.
Une famille dans la tempête (Courage) est un téléfilm américain réalisé par George Erschbamer, diffusé en 2009.

## Fiche technique
- Titre original : Courage
- Titre français : Une famille dans la tempête
- Réalisation : George Erschbamer
- Scénario : Luis Cruz et Joseph Nasser
- Photographie : Cliff Hokanson
- Musique : Stu Goldberg
- Pays d'origine :  États-Unis
- Langue originale : anglais
- Durée : 92 minutes

## Distribution
- Jason Priestley (VF : Luq Hamet) : Robert
- Andrea Roth (VF : Dominique Westberg) : Teresa
- Genevieve Buechner : Megan
- Garry Chalk (VF : Thierry Murzeau) : Louis Vale
- John Shaw : Justin Vale
- Gabrielle Rose (VF : Marie-Martine) : Hannah
- Charles Andre : Samson Walker
- Brenda Campbell : Leanne Vickers
- Rachel Hayward : Evelyn Tubbs
- Alvin Sanders (VF : Benoît Allemane) : le chef Crawford

Sources VF : Carton du doublage français sur TMC